# Eudiscodina
Eudiscodina es un género de foraminífero bentónico considerado un sinónimo posterior de Discocyclina  de la familia Discocyclinidae, de la superfamilia Nummulitoidea, del suborden Rotaliina y del orden Rotaliida. Su especie tipo era Orthophragmina archiaci. Su rango cronoestratigráfico abarca desde el Luteciense hasta el Bartoniense (Eoceno medio).

## Discusión
Eudiscodina fue propuesto como un subgénero de Discocyclina, es decir, Discocyclina (Eudiscodina).

## Clasificación
Eudiscodina incluía a la siguiente especie:
- Eudiscodina archiaci †